# Martinete (Marvel Comics)
Martinete (Brian Calusky) (Inglés: Piledriver) es un personaje que aparece en los cómics publicados por Marvel Comics. Es un miembro de la Brigada de Demolición de Demoledor. Fue creado por Len Wein y Sal Buscema y apareció por primera vez en Defensores #17 (noviembre de 1974).
El Actor Desconocido interpreta a Martinete  en la serie de televisión She-Hulk: Attorney at Law (2022).

## Biografía del personaje ficticio
Brian Philip Calusky, aunque nació en Brooklyn, Nueva York, se crio en una granja y, finalmente, se convirtió en un peón. La vida en la granja era demasiado lenta para Calusky y decidió entrar en una vida de crimen por emoción. Sus actividades delictivas finalmente lo llevaron a cárcel, donde conoció y se convirtió en compañero de celda con Dirk Garthwaite, que era conocido como El Demoledor.
Garthwaite, junto con Calusky y otros dos reclusos en la prisión de la Isla Ryker, el Dr. Eliot Franklin y Henry Camp, hizo una fuga exitosa y logró ubicar su palanca. Dispuesto a compartir su poder con sus aliados, El Demoledor hizo que los otros tres reclusos se le unieran en mantener en alto afuera la palanca durante una tormenta eléctrica. Un rayo cayó sobre la palanca, mágicamente distribuyendo la fuerza encantada otorgada a El Demoledor entre los cuatro. Los tres aliados del Demoledor entonces adoptaron trajes y alias, así: Franklin se convirtió en Bola de Trueno, Camp se convirtió en Bulldozer, y Brian Philip Calusky se convirtió en Martinete. Como resultado de sus nuevos poderes, las manos de Calusky se hicieron de gran tamaño en proporción a su cuerpo. Juntos, los cuatro criminales fuertes sobrehumanamente fueron conocidos como La Brigada de Demolición, que fueron dirigidos por el propio Demoledor. Ellos lucharon contra los Defensores al intentar localizar la Bomba Gamma; Martinete fue derrotado por Power Man en este encuentro.
Con la Brigada de Demolición, Bulldozer después luchó contra Capitán América y Puño de Hierro al tratar de atraer a Thor a la batalla. La Brigada de Demolición entonces lucharon con Thor en un intento de venganza. La Brigada de Demolición fueron algunos de los diversos criminales de llevados para el Mundo de Batalla del Todopoderoso, incluyendo una serie de criminales y superhéroes super-poderosos. Bulldozer tuvo la oportunidad de enfrentar a los Vengadores, Hulk, la Patrulla X, los Cuatro Fantásticos, y otros superhéroes. Martinete robó discos de ordenador de los laboratorios Dextron, y la Brigada de Demolición luchó después con Spider-Man y Spider-Woman II. Junto con la Brigada de Demolición, Martinete después se unió a los cuartos Amos del Mal, que atacaron y tomaron la Mansión de los Vengadores. Martinete ayudó a derrotar al dios Hércules en combate, pero fue drenado de sus poderes sobrehumanos por Thor. Fue liberado de la cárcel por el Demoledor, pero sin sus poderes sobrehumanos fue derrotado por Spider-Man y Spider-Woman. Él recuperó sus poderes, y escapó de la Bóveda. Él derrotó al Capitán América y se encontró con el personal de Control de Daños. Con la Brigada de Demolición, Martinete liberó al Demoledor y a Ulik de la custodia policial, y luchó con Hércules y Thor. Ellos combatieron a Thor, Excalibur, Código Azul, y el Motorista Fantasma II. Sus poderes fueron drenados de nuevo por Loki, pero escapó.
Martinete tiene el comportamiento de un "buen chico de campo" (a pesar de haber nacido en el muy urbano Brooklyn, NY). Ha combatido muchos de los superhéroes de Marvel en los últimos años, incluyendo Spider-Man, los Vengadores, los Defensores, y más a menudo, Thor. Él, como parte de la Brigada de Demolición amenazó las vidas de los civiles inocentes de Control de Daños. Bola de Treuno, que tiene un punto suave para el hombre a cargo, John Porter, en realidad ataca a Martinete y los demás, a través de engaños, permitiendo a los empleados de DC escapar.
A diferencia de Bola de Trueno, Martinete se ha mantenido fiel al Demoledor y sólo se ha separado de la Brigada de Demolición a través de varios encarcelamientos en prisión. Mientras Martinete y el resto de la Brigada de Demolición han enfrentado la derrota en muchas ocasiones, siempre vuelven por más, haciendo de ellos uno de los más duraderos equipos de supervillanos en la historia de Marvel.
Martinete descubre que tiene un hijo llamado Ricky Calusky. El niño vivía con sus abuelos, pero cuando descubrió quién era su padre, se escapó y se unió a la Brigada de Demolición (para el orgullo de su padre) con el nombre Excavador. Ricky incluso gana una pala místicamente cargada. Sin embargo, él y el resto de la Brigada fueron derrotados por los Runaways durante un atraco a un banco.
Hood le ha contratado como parte de su organización criminal para aprovecharse de la división en la comunidad de superhéroes causada por la Ley de Registro de Sobrehumanos. Les ayuda a luchar contra los Nuevos Vengadores pero es derrotado por el Dr. Extraño.
Como parte de la pandilla de Hood, más tarde se une a la lucha contra la fuerza invasora Skrull en Nueva York. Él se une a la pandilla de Hood en un ataque a los Nuevos Vengadores, que esperaban a los Vengadores Oscuros.

## Poderes y habilidades
Gracias a la magia asgardiana, Martinete posee una fuerza sobrehumana y un alto grado de impermeabilidad al daño. Puede soportar grandes cantidades de fuerza de conmoción y es, virtualmente, a prueba de balas. El poder de Martinete aumentó todo su cuerpo, fortaleciendo sus huesos, músculos y carne. Debido a esto, es capaz de resistir el impacto de balas de alto calibre. Martinete también es sobrehumanamente fuerte, aunque debido a su talento particular, tiene manos de tamaño mayor que son más poderosas que las de los demás miembros de la Brigada de Demolición, con la excepción del Demoledor mismo. Sus habilidades sobrehumanas son actualmente cuatro veces mayores que cuando compartió originalmente el poder del Demoledor, haciéndolo un poco más fuerte que el masculino asgardiano promedio bien entrenado.

## Otras versiones

### House of M: Masters of Evil
Martinete (junto con los otros miembros de la Brigada de Demolición) aparece como un miembro de los Amos del Mal de Hood. Él termina absorbido en el cuerpo de Mutador cuando los Amos del Mal llegan al país centroamericano de Santo Rico.

### Versión Ultimate
En el universo 'Ultimate', Martinete, como un civil normal, trabajaba para la empresa de restauración llamada Control de Daños. Al igual que en la continuidad regular, él y sus amigos adquirieron superpoderes. Ellos tomaron el control del Edificio Flatiron, tomaron rehenes y exigieron un rescate. Zarda, a veces conocida como la Princesa Poder los derrotó en batalla.

## En otros medios

### Televisión
- Martinete aparece en The Super Hero Squad Show episodio "Errar es de Superhumanos" con la voz de Travis Willingham.[18]
- Martinete aparece en Los Vengadores: los héroes más poderosos de la Tierra episodio "Thor el Poderoso," con la voz de Nolan North. Él aparece como un miembro de la Brigada de Demolición, y regresa en el episodio "Mundo Gamma" mejorado con refuerzos Gamma por el Líder.
- Martinete aparece en Ultimate Spider-Man de la primera temporada, episodio "Daños", con la voz de Cam Clarke.
- Aparece también en Avengers Assemble de la primera temporada aparece en el episodio 12 "Vengadores: Imposible".
- Aparece también en la serie de Hulk and the Agents of S.M.A.S.H. de la primera temporada, episodio 11 "El encantador de Skaar" donde no tuvo diálogo en esa aparición y Jonathan Adams lo expresó más tarde en el episodio 12, "Prisioneros Inesperados" de la segunda temporada.
- Martinete aparece en el episodio de She-Hulk: Attorney at Law (2022), "The People vs. Emil Blonsky", interpretado por un actor no acreditado.[19] Esta versión lleva un par de guantes asgardianos.

### Videojuegos
- Martinete (junto con los otros miembros de la Brigada de Demolición) apareció en el videojuego Marvel: Ultimate Alliance, con la voz de Michael Gough. Él y la Brigada de Demolición son vistos custodiando las puertas al Puente Bifrost. Un disco de simulación tiene a los héroes luchando contra Martinete en Asgard.[cita requerida]
- Martinete aparece como jefe en el juego de Facebook Marvel: Avengers Alliance.

### Juguetes
- Martinete fue lanzado en un paquete de dos con Ojo de Halcón en la tercera ola de figuras Secret Wars de la línea 3.75 Marvel Universe de Hasbro.
- Martinete fue lanzado en la ola de Armin Zola de la línea Return of Marvel Legends como una variante de cambio en ejecución para Bola de Trueno.